# Václav Bíba
Václav Bíba (* 6. ledna 1935) je bývalý český fotbalový záložník.

## Fotbalová kariéra
V československé lize hrál za Baník Kladno a Spartak LZ Plzeň v 71 utkání a dal 7 ligových gólů. Do Plzně odešel z Kladna po vojně v Dukle Slaný.

## Ligová bilance
| Ročník                                   | Zápasy | Góly | Minuty | Klub             |
| ---------------------------------------- | ------ | ---- | ------ | ---------------- |
| 1. československá fotbalová liga 1957/58 | 19     | 5    | 1 710  | Baník Kladno     |
| 1. československá fotbalová liga 1961/62 | 26     | 1    | 2 266  | Spartak Plzeň    |
| 1. československá fotbalová liga 1962/63 | 26     | 1    | 2 340  | Spartak LZ Plzeň |
| CELKEM I. ČS. LIGA                       | 71     | 7    | 6 316  |                  |